# Memorie (album)
Memorie è un album del gruppo italiano dei Pooh, pubblicato nel 1969 dalla casa discografica Vedette.  L'album è stato il primo firmato ufficialmente da Valerio Negrini e Roby Facchinetti, e il primo con Dodi Battaglia nel gruppo. 
Nonostante una tournée in Giappone successiva all'album, Memorie non fu ancora il disco con cui si sarebbero lanciati ai vertici delle classifiche di vendita, cosa che sarebbe accaduta solo nel 1971 dopo il singolo Tanta voglia di lei.
Si tratta di un concept album su una biografia immaginaria.

## Testi
Dopo l'uscita di alcuni concept album, come Diario di una sedicenne, anche i Pooh furono tra i primi a realizzare un album di questo tipo: si trattava dunque di collegare con una storia i testi dei vari brani dell'LP. Nella copertina interna del disco, i Pooh motivarono questa scelta con le critiche mosse al gruppo.
Infatti, dopo l'uscita dell'orecchiabile singolo Mary Ann, il complesso era stato tacciato di eccessiva commercialità. Concordemente alle correnti dell'epoca, i testi dell'album criticano consumismo e militarismo, narrando la storia di un individuo perennemente disadattato. 
Nato per sbaglio, il protagonista narratore cresce in una famiglia che lo trascura (brani Zero, un minuto e... come anche Piccolo re e Addio in febbraio). Continua a soffrire di solitudine anche in età adulta, soprattutto dopo che la sua storia d'amore non va a buon fine (Amo lei, Johnny e Lisa, La fata della luna, Solo nel mondo). La guerra, che lo vede protagonista al fronte (Waterloo '70) pare eterna: una volta scampato il pericolo delle battaglie, la pace si rivela illusoria dato che la nuvola nera provocata da una gigantesca esplosione si alza sui cieli sul mondo. Il protagonista resta infine abbagliato dal fascino superficiale del denaro (La ballata del miliardo). Al termine della sua avventura esistenziale si accorge, troppo tardi, di aver sbagliato tutto e di aver fatto passare alla sua donna vent'anni inutili di giorni stupidi (brano finale Memorie).

## Musica
Il disco inizia con un medley di rumori che riassume tutta la storia dell'album in pochi secondi.
Tale forma musicale rispecchia la copertina del disco (curata da Domizia Gandolfi), basata su un collage vero e proprio. Il patchwork di suoni, musiche e rumori vari rappresenta la vita e si conclude con un monologo di Roby Facchinetti, rielborato in sala di registrazione per simulare la parlata di un dittatore; alla sua voce segue una detonazione di carattere bellico; tanto la parlata dittatoriale quanto l'esplosione rievocata dal collage di rumori e dalla nuvola nera menzionata nel testo dell'album ricordano da vicino alcuni tra i peggiori eventi della seconda guerra mondiale. A questo momento di distruzione subentra il turno della rinascita, simboleggiata dal pianto di un neonato che riapre il ciclo di vita e morte: come spiega il testo riportato in copertina, lo schema dell'album è appunto ciclico.
Le parti di canto solista di Memorie vennero affidate quasi tutte a Riccardo Fogli, caso unico nella discografia del gruppo. Fanno eccezione Amo lei, interpretata da Roby Facchinetti, e La fata della luna, in cui Valerio Negrini interpreta le strofe e Roby Facchinetti i ritornelli; di conseguenza, in questo album manca l'apporto solistico della voce di Dodi. Tipica dei Pooh di questo periodo è la combinazione di testi abbastanza tristi e musiche allegre e sbarazzine; comunque, le sonorità beat iniziano a lasciare il posto a quello che con l'album successivo diventerà l'inconfondibile marchio pop rock del gruppo.
I Pooh si avvalgono della collaborazione musicale di Francesco Anselmo con l'orchestra di archi e fiati.

## Supporti
Il singolo Mary Ann venne incluso nell'album, ma retro del 45 giri, E dopo questa notte, ne fu escluso (come del resto sarebbe accaduto spesso in molti LP dei Pooh). All'inizio, Memorie non fu pienamente ristampato: per decenni, i pezzi dell'album furono reperibili solo variamente sparsi in diverse ristampe economiche (Revised, La solita storia o raccolte che portavano gli stessi nomi di album originali, pur non coincidendo la tracklist: Memorie, Per quelli come noi e così via). Così facendo, si produsse esattamente l'effetto contrario rispetto al desiderio espresso dagli artisti nella copertina originale dell'album, nella quale insistevano sul fatto che, pur essendo ascoltabili come canzoni a sé stanti, i pezzi dovevano piuttosto essere fruiti nello spirito del concept album. Fu solo nel 1987 che Memorie venne ristampato su CD secondo la compilazione originale, ad opera della Duck Record e dalla Dischi Ricordi nella serie Orizzonte.

## Brani dell'album
Voce solista: laddove non altrimenti specificato, Riccardo Fogli.
Lato A
1. Zero un minuto e... (Facchinetti-Negrini) - 4:38
2. Piccolo re (Facchinetti-Negrini) - 2:21
3. Addio in febbraio (Facchinetti-Negrini) - 2:26
4. Ai confini del mondo (Facchinetti-Negrini) - 2:10
5. Amo lei (Facchinetti-Negrini) - 1:57 (voce di Roby)
6. Mary Ann (Facchinetti-Negrini) - 2:39

Lato B
1. La fata della Luna (Facchinetti-Negrini) - 3:12 (voci di Valerio nelle strofe e di Roby nel ritornello)
2. Johnny & Lisa (Facchinetti-Negrini) - 2:59
3. Waterloo '70 (Facchinetti-Negrini) - 2:54
4. Solo nel mondo (Facchinetti-Negrini) - 2:56
5. La ballata del miliardo (Facchinetti-Negrini) - 1:57
6. Memorie (Facchinetti-Negrini) - 3:10

## Singoli
- Mary Ann (retro: E dopo questa notte, non incluso in questo album)

## Formazione
- Valerio Negrini - voce, batteria, percussioni
- Roby Facchinetti - voce, organo
- Riccardo Fogli - voce, basso
- Dodi Battaglia - voce, chitarra